# トニー・マウンス
アンソニー・デビッド・マウンス（Anthony David "Tony" Mounce , 1975年2月8日 - ）は、アメリカ合衆国カリフォルニア州出身の元プロ野球選手（投手）。

## 来歴・人物
1994年のMLBドラフト7巡目でヒューストン・アストロズに入団。
2000年にテキサス・レンジャーズに移籍し、2003年6月13日にメジャーデビューを果たす。
2004年、手薄だった先発左腕投手としてヤクルトスワローズに入団したが、僅か3勝に終わりシーズン終了後に解雇された。
2006年は、独立リーグのアトランティック・リーグに加盟しているサマセット・パトリオッツでプレーをした。

## プレースタイル・人物
140km/h台前半のストレートにスライダー・カーブを投げる。制球に難があり、ヤクルト時代は与四球や被本塁打が多かった。
21世紀に入ってからのヤクルトではケビン・ホッジス、ジェイソン・ベバリン、リック・ガトームソン、セス・グライシンガー、オーランド・ロマン、トニー・バーネット、ローガン・オンドルセクと外国人投手の成功例が多いが、マウンスは彼らのように活躍できなかった。

## 詳細情報

### 年度別投手成績
| 年 度    | 球 団    | 登 板 | 先 発 | 完 投 | 完 封 | 無 四 球 | 勝 利 | 敗 戦 | セ 丨 ブ | ホ 丨 ル ド | 勝 率 | 打 者 | 投 球 回 | 被 安 打 | 被 本 塁 打 | 与 四 球 | 敬 遠 | 与 死 球 | 奪 三 振 | 暴 投 | ボ 丨 ク | 失 点 | 自 責 点 | 防 御 率 | W H I P |
| -------- | -------- | ----- | ----- | ----- | ----- | -------- | ----- | ----- | -------- | ----------- | ----- | ----- | -------- | -------- | ----------- | -------- | ----- | -------- | -------- | ----- | -------- | ----- | -------- | -------- | ------- |
| 2003     | TEX      | 11    | 11    | 0     | 0     | 0        | 1     | 5     | 0        | 0           | .167  | 238   | 50.2     | 65       | 9           | 25       | 0     | 5        | 30       | 1     | 0        | 42    | 40       | 7.11     | 1.78    |
| 2004     | ヤクルト | 12    | 12    | 0     | 0     | 0        | 3     | 6     | 0        | --          | .333  | 260   | 55.0     | 73       | 12          | 30       | 0     | 2        | 41       | 6     | 0        | 45    | 37       | 6.05     | 1.87    |
| MLB：1年 | MLB：1年 | 11    | 11    | 0     | 0     | 0        | 1     | 5     | 0        | 0           | .167  | 238   | 50.2     | 65       | 9           | 25       | 0     | 5        | 30       | 1     | 0        | 42    | 40       | 7.11     | 1.78    |
| NPB：1年 | NPB：1年 | 12    | 12    | 0     | 0     | 0        | 3     | 6     | 0        | --          | .333  | 260   | 55.0     | 73       | 12          | 30       | 0     | 2        | 41       | 6     | 0        | 45    | 37       | 6.05     | 1.87    |

### 記録
NPB
- 初登板・初先発：2004年4月7日、対広島東洋カープ2回戦（広島市民球場）、6回2失点で敗戦投手
- 初奪三振：同上、2回裏に石原慶幸から空振り三振
- 初勝利・初先発勝利：2004年5月5日、対中日ドラゴンズ4回戦（明治神宮野球場）、6回1/3を2失点

### 背番号
- 43 （2003年）
- 47 （2003年）
- 49 （2004年）